# عين المير
 عين المير هي إحدى القرى اللبنانية من قرى جبل عامل (قضاء جزين) في محافظة الجنوب.

## السكان
900 نسمة